# イチフジイサミ
イチフジイサミとは日本の競走馬である。1975年の天皇賞（春）を制した。オンリーフォアライフの代表産駒である。主戦騎手は郷原洋行。

## 戦績

### 3歳
1972年7月15日にタケホープと同じレースでデビューし、6着だった。その後もなかなか初勝利を掴む事ができず、この年は10戦したものの未勝利に終わった。

### 4歳
1973年1月、11戦目にしてようやく初勝利を掴んだイチフジイサミはその後、れんげ賞（200万下）、菜の花賞（400万下）と特別競走を2連勝し、クラシックへの挑戦権を手に入れた。
クラシック初戦の皐月賞で単勝10番人気の低評価を覆して4着に入ったイチフジイサミはステップレースを挟まずに東京優駿（日本ダービー）に直行した。
ダービーではケガのため郷原洋行が騎乗できず、津田昭が騎乗した。この乗り代わりが不安視されて単勝は12番人気だったが、イチフジイサミはこの低評価を覆し好走した。イチフジイサミは最後の直線でハイセイコーを交わし、一旦は先頭に立ったものの、タケホープに馬体を寄せられる不利を受けたのが致命傷となり、1馬身4分の3差の2着に惜敗した。
ダービー後、日本短波賞で重賞初制覇を遂げたイチフジイサミはセントライト記念2着を経て、クラシック最終戦の菊花賞に向かった。だが、菊花賞では負傷した嶋田功の代役としてタケホープに騎乗した武邦彦の好騎乗の前になす術なく敗れ、ハナ差2着のハイセイコーからも3馬身離された3着に終わった。
菊花賞後、有馬記念に出走したが本来の調子になかったのか、11頭立て11着の殿負け（イチフジイサミにとって唯一の二桁着順）を喫して、この年を終えている。

### 5歳
1974年、イチフジイサミは12戦したが、善戦すれど勝てないレースが多く、重賞勝ちはオールカマーの1つにとどまった。同年11月に行われた天皇賞・秋では最後の直線で加賀武見騎乗のカミノテシオに斜行されたのが原因で、2分の1馬身差の2着に惜敗するなど、なかなかビッグタイトルを手にする事ができなかった。

### 6歳
1975年、中山記念4着、ダイヤモンドステークス3着と経て挑戦した春の天皇賞で、最後の直線で斜行しながらも前年度の二冠馬であるキタノカチドキに1馬身4分の3差を付けて優勝し、悲願を成就した。
秋は有馬記念を目標に調整されていたが、約2か月前に締め切られた第1回登録を調教師が忘れたため出走できなかった。そのため、同年11月に行われた目黒記念（結果は7着）が最後のレースとなった。

## 引退後
引退後のイチフジイサミは不遇であった。故郷で悠々自適な種牡馬生活を送るはずであったが、種牡馬として売られた牧場が肝心の代金を払わず、千代田牧場が裁判を起こす事態となった。この裁判沙汰の最中に、イチフジイサミは一時行方不明となってしまう。
初年度（1976年）の種付け頭数は15で、3年目には1に減る。4年目からは種付けの機会がなく、鵡川にある個人経営の牧場で当て馬兼用の生活を送っていたが、のちに千代田牧場に引き取られ、種付けを再開した。
その後1989年に田原安田牧場に移ったイチフジイサミは持病の喘息に苦しみ、結局、その喘息のため、23歳で安楽死の措置が取られている。

## おもな勝ち鞍
- 天皇賞（春）（1975年）
- 日本短波賞（1973年）
- オールカマー（1974年）

## 血統表
| イチフジイサミの血統（ベンドア系（エクリプス系）／Nogara 4×5=9.38%（母内）、Fairway 4×5=9.38%、Blandford 5×5=6.25%（父内）、Pharos 5×5=6.25%（母内）） | イチフジイサミの血統（ベンドア系（エクリプス系）／Nogara 4×5=9.38%（母内）、Fairway 4×5=9.38%、Blandford 5×5=6.25%（父内）、Pharos 5×5=6.25%（母内）） | イチフジイサミの血統（ベンドア系（エクリプス系）／Nogara 4×5=9.38%（母内）、Fairway 4×5=9.38%、Blandford 5×5=6.25%（父内）、Pharos 5×5=6.25%（母内）） | （血統表の出典）     | （血統表の出典）  |
| 父 *オンリーフォアライフ Only for Life 1960 黒鹿毛 | 父の父Chanteur 1942 黒鹿毛 | Chateau Bouscaut | Kircubbin            | Kircubbin         |
| 父 *オンリーフォアライフ Only for Life 1960 黒鹿毛 | 父の父Chanteur 1942 黒鹿毛 | Chateau Bouscaut | Ramondie             |                   |
| 父 *オンリーフォアライフ Only for Life 1960 黒鹿毛 | 父の父Chanteur 1942 黒鹿毛 | La Diva | Blue Skies           | Blue Skies        |
| 父 *オンリーフォアライフ Only for Life 1960 黒鹿毛 | 父の父Chanteur 1942 黒鹿毛 | La Diva | La Traviata          |                   |
| 父 *オンリーフォアライフ Only for Life 1960 黒鹿毛 | 父の母Life Sentence 1949 黒鹿毛 | Court Martial | Fair Trial           | Fair Trial        |
| 父 *オンリーフォアライフ Only for Life 1960 黒鹿毛 | 父の母Life Sentence 1949 黒鹿毛 | Court Martial | Instantaneous        |                   |
| 父 *オンリーフォアライフ Only for Life 1960 黒鹿毛 | 父の母Life Sentence 1949 黒鹿毛 | Borobella | Bois Roussel         | Bois Roussel      |
| 父 *オンリーフォアライフ Only for Life 1960 黒鹿毛 | 父の母Life Sentence 1949 黒鹿毛 | Borobella | Annabel              |                   |
| 母 *メニナ Menina 1963 鹿毛 | 母の父Psidium 1958 栗毛 | Pardal | Pharis               | Pharis            |
| 母 *メニナ Menina 1963 鹿毛 | 母の父Psidium 1958 栗毛 | Pardal | Adargatis            |                   |
| 母 *メニナ Menina 1963 鹿毛 | 母の父Psidium 1958 栗毛 | Dinarella | Niccolo Dell'Arca    | Niccolo Dell'Arca |
| 母 *メニナ Menina 1963 鹿毛 | 母の父Psidium 1958 栗毛 | Dinarella | Dagherotipia         |                   |
| 母 *メニナ Menina 1963 鹿毛 | 母の母Menke 1955 黒鹿毛 | Nakamuro | Cameronian           | Cameronian        |
| 母 *メニナ Menina 1963 鹿毛 | 母の母Menke 1955 黒鹿毛 | Nakamuro | Nogara               |                   |
| 母 *メニナ Menina 1963 鹿毛 | 母の母Menke 1955 黒鹿毛 | Ann of Austria | Fairway              | Fairway           |
| 母 *メニナ Menina 1963 鹿毛 | 母の母Menke 1955 黒鹿毛 | Ann of Austria | Ann Gudman F-No.13-e |                   |